# Szumy (fotografia cyfrowa)

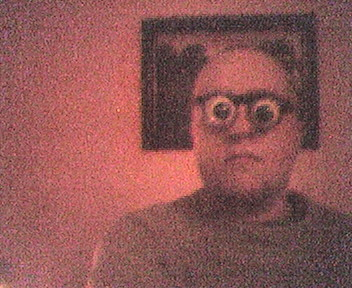
Wyraźnie widoczny szum na fotografii

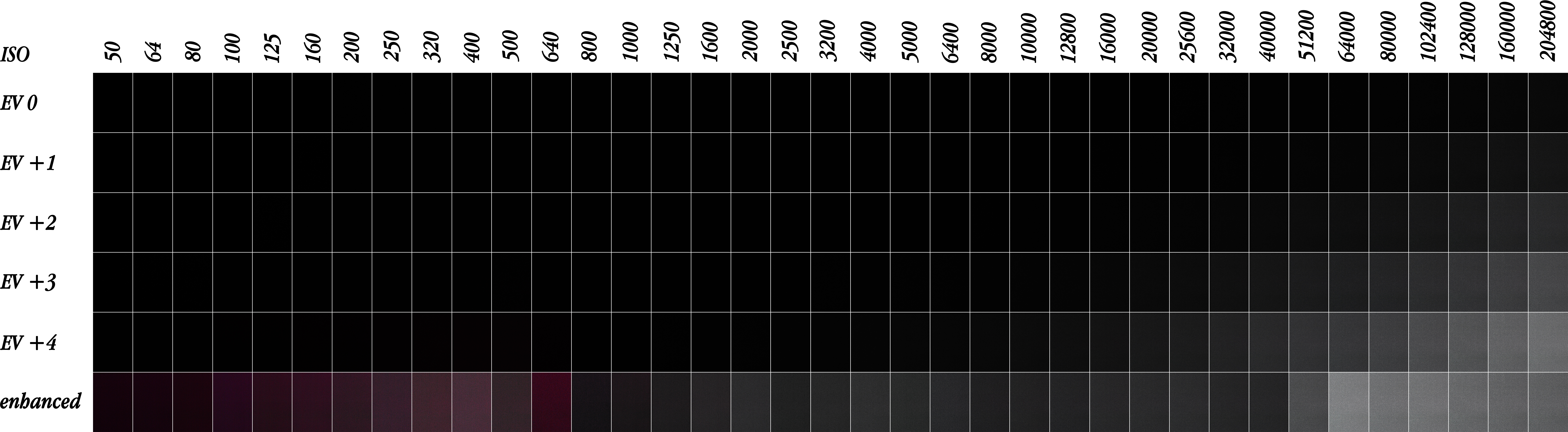
ISO 50-204800 (Sony Alpha 9 II)

Szumy – przypadkowe i losowo umiejscowione (nieobecne na rzeczywistym obiekcie) zmiany jasności lub koloru pikseli. Szumy są niepożądanym produktem ubocznym przechwytywania obrazu dodającym nadmiarowych informacji. Mogą być one powodowane wadami matrycy cyfrowej, zbyt wysoką czułością lub wyraźną zmianą temperatury matrycy.

## Powstawanie szumu cyfrowego
W każdym pikselu matrycy CCD czy CMOS pod wpływem światła następuje efekt fotoelektryczny wewnętrzny. W jego efekcie w odpowiednim miejscu piksela generowane są nośniki prądu, których ilość zależy wprost proporcjonalnie od strumienia świetlnego przypadającego na powierzchnię piksela rejestrującą światło. Jednak nośniki te generowane są również przez zjawiska, które nie zależą od oświetlenia i one odpowiedzialne są za widoczny na zdjęciach szum. Szum spowodowany jest termiczną generacją nośników w półprzewodniku, defektami struktury półprzewodnika czy niedokładnościami w odizolowaniu światłoczułego obszaru każdego piksela od obszarów położonych obok.
Gdy ilość nośników wygenerowanych przez światło znacznie przeważa, szum nie jest widoczny. Gdy światła jest mało zwiększa się wzmocnienie sygnału z matrycy, przez co oprócz zapewnienia właściwej jasności obrazu, wzmacnia się sygnał związany z szumem, zwiększając jego udział w uzyskanym obrazie.
Przy jednolitym oświetleniu obszaru, ilość nośników wygenerowanych przez światło w pikselu jest proporcjonalna do jego powierzchni. Inaczej jest z nośnikami wygenerowanymi termicznie. Ze względu na ich wzajemne losowe nieskorelowanie, a stąd częściową wzajemną kompensację, efekt wypadkowy szumu termicznego jest proporcjonalny do pierwiastka kwadratowego powierzchni piksela. Dla defektów i niedoskonałości konstrukcji matrycy zależność jest pośrednia. Powoduje to zmiany stosunku sygnał do szumu w zależności od rozmiarów pojedynczego piksela.
Matryce, w których piksel jest mały, cechują się zazwyczaj większym szumem w stosunku do matryc o większych pikselach. Stąd w popularnych aparatach cyfrowych, wyposażonych w matryce o przekątnej 7–8 mm, szum jest zwykle wyraźnie widoczny przy czułości 150-200 ISO, podczas gdy w lustrzankach cyfrowych, w których przekątna matrycy wynosi około 30–40 mm, szum zaczyna przeszkadzać przy czułościach 6400-12800 ISO.

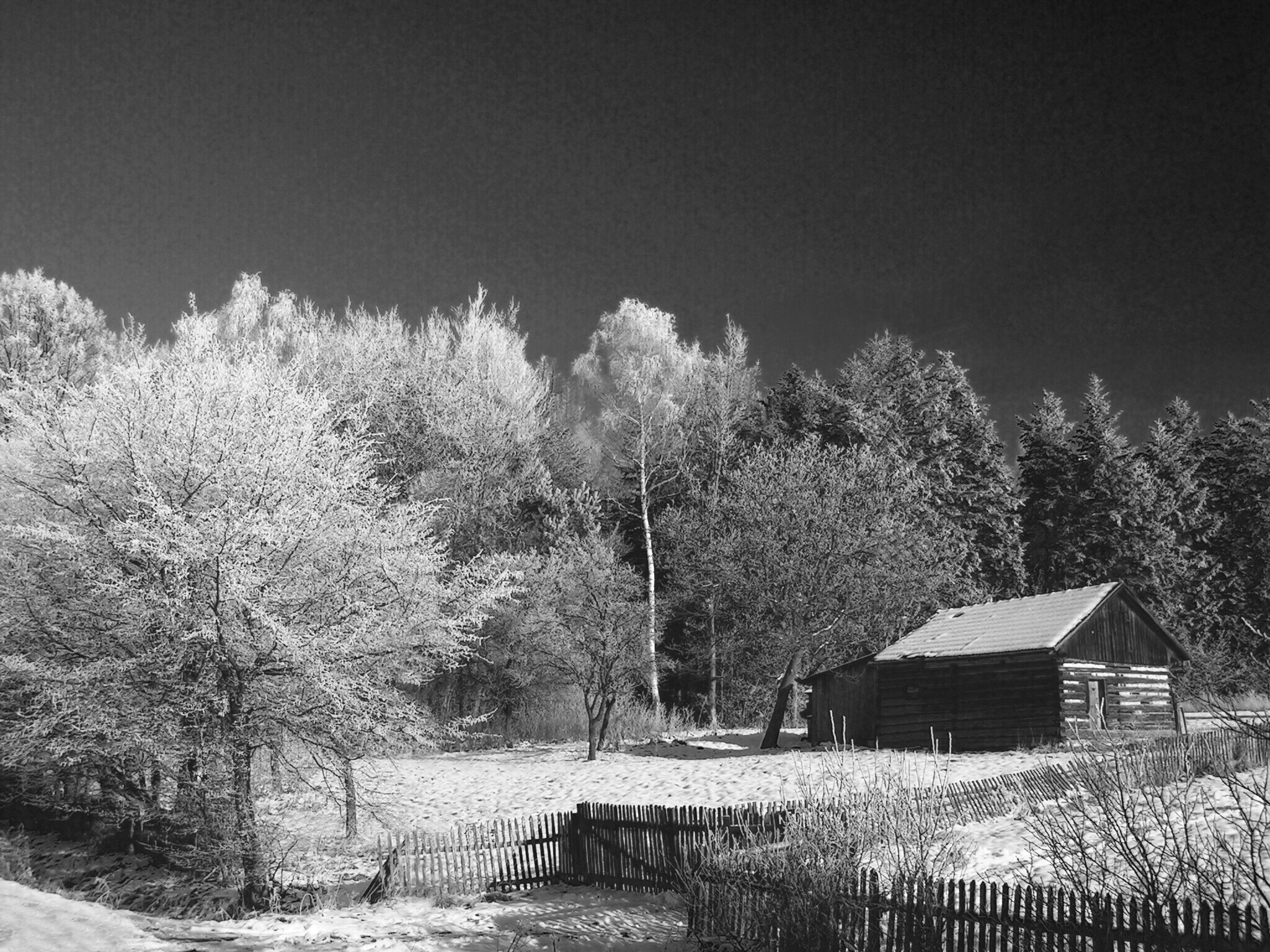
Szum widoczny przy dużym powiększeniu

## Sposoby zwalczania szumu cyfrowego
Szumy cyfrowe są zazwyczaj zjawiskiem niepożądanym. Istnieje wiele sposobów ograniczenia szumu, m.in.:

### Zmniejszenie czułości
Jednym ze sposobów zwalczania szumu cyfrowego na zdjęciach jest zmniejszanie czułości ISO. Ogranicza to wzmacnianie sygnału cyfrowego, co z kolei zmniejsza prąd. Efektem mniejszego prądu wzmocnienia jest ograniczenie temperatury poszczególnych struktur półprzewodników. Im niższa temperatura poszczególnych pikseli tym mniejsze zanieczyszczenie sygnału nadmiarowymi informacjami.

### Odjęcie czarnej klatki
Kolejnym sposobem ograniczania szumów na zdjęciach jest odjęcie czarnej klatki. Polega to na wykonaniu ponownie zdjęcia z takimi samymi parametrami czasowymi oraz z tą samą czułością ale bez otwierania migawki aparatu. Zarejestrowane zostają wtedy wyłącznie szumy. Otrzymana w ten sposób klatka odejmowana jest od pierwszego zdjęcia, co w efekcie usuwa z niego niepożądane szumy.
Wadą tego rozwiązania jest dwukrotne wydłużenie czasu wykonania pojedynczego zdjęcia (konieczność wykonania drugiego zdjęcia o takim samym czasie ekspozycji). W przypadku bardzo długich czasów ekspozycji pojawia się także problem z różnicą temperatury matrycy podczas wykonywania każdego ze zdjęć – po wykonaniu pierwszego zdjęcia matryca ma wyższą temperaturę niż przed jego wykonaniem dlatego na czarnej klatce będzie więcej szumów niż na pierwszym zdjęciu.

### Zwiększenie współczynnika wypełnienia pikseli
Poszczególne piksele znajdujące się na matrycy cyfrowej mają rejestrować światło padające na zajmowany przez nie fragment matrycy. Nie wszystkie obszary piksela są jednak wykorzystywane do zbierania informacji o natężeniu światła. Wyższy współczynnik wypełnienia pikseli sprawia, że w większej ilości punktów mierzone jest światło, co z kolei pozwala na dokładniejszy pomiar.

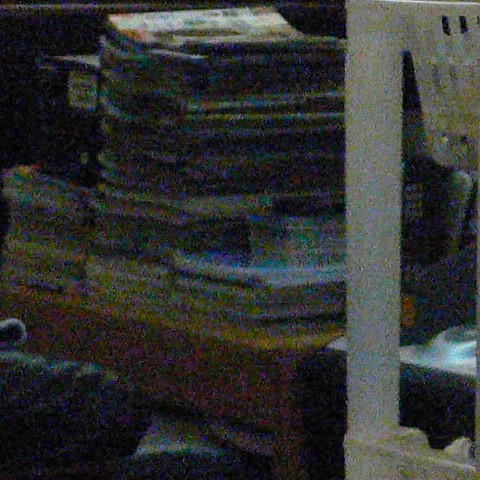
Wyraźnie widoczny szum na zdjęciu cyfrowym

### Zwiększenie rozmiaru matrycy
Wielkość sensora obrazu jest najważniejszym czynnikiem decydującym o poziomie sygnału, który określa stosunek sygnału do szumu. Na ogół większe matryce światłoczułe generują mniejsze szumy niż małe sensory. Szumy zależą przede wszystkim od powierzchni matrycy, a nie od tego jak ten obszar jest podzielony na piksele. Przykładowo, poziom szumów generowanych przez matrycę o rozmiarze Cztery Trzecie przy czułości ISO 800 jest w przybliżeniu równoważne ilości szumów generowanych przez pełnoklatkową matrycę z czułością ISO 3200. Z kolei takie same szumy wytwarzane są przez matrycę z aparatu kompaktowego w rozmiarze 1/2,5" już przy ISO 100. Zdolność do generowania słabo zaszumionych obrazów przy wyższych czułościach jest jednym z głównych czynników decydującym o wyborze lustrzanek cyfrowych przez zaawansowanych fotografów. Wcześniej podany przykład pokazuje, że matryca lustrzanki przy ISO 400 tworzy mniej szumów niż aparat kompaktowy przy ISO 100.